# Hans-Joachim Tapolski
Hans-Joachim Tapolski (* 19. Dezember 1897 in Stargard; † 1. Februar 1966 in Düsseldorf) war ein deutscher Landrat, Seeoffizier und Ministerialdirigent.

## Leben

### Herkunft
Der evangelische Hans-Joachim Tapolski war ein Sohn des Fabrikanten und Landwirts Wilhelm Tapolski und dessen Ehefrau Else, geborene Kluth.

### Werdegang
Am 1. Juli 1915 trat er in die Kaiserliche Marine ein und war bis August 1915 an der Marineschule zur Ausbildung, kam dann für zwei Monate auf die Freya und bis März 1916 als Seekadett auf die Lothringen. Am 19. April 1916 zum Fähnrich zur See befördert, war er für einen Monat auf der Hannover und dann für drei Monate auf der Rostock. Bis Januar 1918 war er auf der Danzig und wurde hier am 17. September 1917 zum Leutnant zur See befördert. In dieser Zeit belegte er auch einen einmonatigen Kurs als Funk- und Telegrafsoffizier, sodass er in dieser Funktion bis Kriegsende zum Befehlshaber der Aufklärungsschiffe der Hochseeflotte auf die Hindenburg kam.
Nach Kriegsende wurde er als Flaggleutnant durch Admiral Ludwig von Reuters für das Geschwader ausgesucht, welches die Überführung eines Teils der ehemaligen Kaiserlichen Flotte nach Scapa Flow durchführen sollte. Später wurde er in die Reichsmarine übernommen und am 9. September 1920 aus der Marine entlassen. Am 16. Januar 1921 wurde er mit dem Charakter als Oberleutnant zur See ausgezeichnet.
Nach einem Studium der Rechtswissenschaften in Berlin von 1918 bis 1921 wurde er 1923 Regierungsreferendar bei der Regierung Potsdam. Am 26. Juli 1924 wurde er zum Regierungsassessor ernannt, dem eine Tätigkeit als Hilfsarbeiter beim Landratsamt Calau folgte. Im Juni 1925 wechselte er in das Preußische Innenministerium, wo er am 1. Juni 1927 zum Regierungsrat und am 1. Oktober 1929 zum Oberregierungsrat ernannt wurde.
Während des Sklarek-Skandals bzw. Korruptionsprozesses im Jahr 1929 wurde Topolski vom Innenministerium zum Disziplinar-Untersuchungsrichter ernannt.
Am 18. August 1931 wurde er zum kommissarischen Landrat des Kreises Düsseldorf-Mettmann ernannt, dem nach der Wahl am 5. Januar 1932 die Bestallung zum 22. Januar 1932 folgte. Auf eigenes Ersuchen wurde er am 20. April 1937 entlassen, wonach er Leiter der Finanzabteilung des Deutschen Gemeindetages in Berlin wurde.
Tapolski wurde später als Reserveoffizier in die Kriegsmarine übernommen. Von Oktober 1940 bis März 1941 war er Chef der Hafenschutzflottille Molde beim Kommandant der Seeverteidigung Molde. Anschließend war er bis August 1943 Kommandant des Minenräumschiffs Bali. In dieser Position wurde er am 1. Dezember 1942 zum Korvettenkapitän d. R. befördert. Ab September 1943 war er bis zur Auflösung im Mai 1944 Chef des Küstensicherungsverbands Norwegische Westküste und übernahm bis Kriegsende den aus dem Küstensicherungsverband Norwegische Westküste hervorgegangenen 2. Küstensicherungsverband. Nach Kriegsende wurde er im Deutschen Minenräumdienst eingesetzt und im März 1946 entlassen.
Dem folgte eine Arbeitsaufnahme in der freien Wirtschaft und von 1948 bis 1950 eine Beschäftigung beim Finanzministerium Niedersachsen. Am 16. Oktober 1950 wurde er zum Ministerialrat beim Finanzministerium Nordrhein-Westfalen ernannt, wo er zum 1. Mai 1951 die Beförderung zum Ministerialdirigenten erhielt. Zum 31. Dezember 1962 wurde er in den Ruhestand versetzt.
Ab 1960 war er Mitglied im Kuratorium des Evangelischen Krankenhauses Düsseldorf. Er war auch Mitglied der Volkskonservativen Vereinigung.

### Familie
Tapolski heiratete am 30. April 1928 in Berlin-Lichterfelde Ilse Horn (* 18. April 1899; † 12. August 1973 in Düsseldorf).

## Werke (Auswahl)
- Kommunale Sparmöglichkeiten. In: Neue Wege der Kommunalverwaltung, Walter de Gruyter, 1932, S. 96–99.
- Die Entwicklung des Landkreises. In: Jahrbuch für Kommunalwissenschaft, 2. Halbjahrband, 1935, S. 53 ff.